# Micaiah John Muller Hill
Micaiah John Muller Hill FRS (Berhampur, 22 de fevereiro de 1856 – 1929) foi um matemático inglês.
Hill obteve um bacharelado em 1873 e um M.A. em 1876 na University College London. Em 1880–1884 foi professor de matemática do Mason Science College (que mais tarde tornou-se a Universidade de Birmingham). Em 1891 obteve um Sc.D. na Universidade de Cambridge. De 1884 a 1907 foi professor de matemática pura da University College London, e de 1907 a 1923 Astor Professor of Mathematics da Universidade de Londres.
Foi eleito membro da Royal Society em 1894. Em 1926 e 1927 foi presidente da Mathematical Association. Pai de Roderic Hill e Geoffrey T. R. Hill.